# تازة أباد (خورخورة)
تازة أباد (بالفارسية: تازه‌آباد) هي قرية تقع في إيران في قسم خورخورة الريفي. يقدر عدد سكانها بـ 158 نسمة .